# Maasbree
Maasbree (phát âmⓘ) là một đô thị ở đông nam Hà Lan. Cho đến năm 1818, đô thị này vẫn được gọi là "Bree".

## Các trung tâm dân cư
- Baarlo
- Maasbree

## Lịch sử
Trong thời Trung cổ, Maasbree và Baarlo thuộc đất công tước Guelders. Khoảng năm 1702, vào thời điểm cuộc chiến tranh Kế vị Tây Ban Nha, Maasbree bị Phổ chiếm và thuộc Prussian cho đến năm 1814. Năm 1815, Maasbree thuộc một bộ phận của Vương quốc liên hiệp Hà Lan.